# Gergithus lineolatus
Gergithus lineolatus är en insektsart som beskrevs av Melichar 1906. Gergithus lineolatus ingår i släktet Gergithus och familjen sköldstritar. Inga underarter finns listade i Catalogue of Life.